# Лифине
Ли́фине — село в Україні, у Лебединській міській громаді Сумського району Сумської області. Населення становить 50 осіб. До 2020 орган місцевого самоврядування — Ворожбянська сільська рада.

## Географія
Село Лифине знаходиться біля витоків річки Ворожба. Примикає до села Червоне, за 1,5 км розташовані села Хилькове і Лободівщина. Село оточене лісовими масивами.

## Історія
Перші письмові згадки про хутір Ліфовщіну (Ліфовський) датуються 1778 роком. Тоді тутешні землі належали осавулу Алфьорову і тут жили 179 його підданих. У першій половині XIX в. хутір, як посаг дружини Наталії Олександрівни, до шлюбу Сомової, перейшов у власність Дмитра Олександровича Хрущова (1825—1873 рр.) — громадського діяча ліберального спрямування.
В селі була побудована поміщицька садиба пана Хрущова, яка розмістилася на пагорбі над ставком. Головною спорудою був великий дерев'яний будинок, зведений на цегельному фундаменті. Навпроти нього розташувався флігель — типова слобожанська хата на дві половини. На захід знаходився господарський двір з дерев'яними службами, сараями, стайнями. З іншого боку від поміщицького будинку, на схилі пагорба, який спускався до ставка, був розбитий фруктовий сад. Його центральна алея вела до дерев'яного мосту. Подружжя Хрущових жили в садибі тільки влітку. Через деякий час через переслідування царської поліції сім'я змушена була виїхати за кордон. У 1876 році прах Д. О. Хрущова був перевезений в Лифине і похований у сімейному склепі.
Значний підйом Ліфінської економії стався в 1880-х роках. Тоді біля ставка з'явився спиртзавод (перебудований в 1906 р., зруйнований під час Німецько-радянської війни, в 1941 р.) і цегельний завод. Завдяки налагодженому виробництву цегли був переобладнаний весь садибний комплекс: в 1886 р. на господарському дворі звели двоповерхову казарму для працівників економії, одночасно побудовані цегляні стайні, млин і комора для зерна. Дерев'яний поміщицький будинок обклали цеглою, поруч звели флігель. На даху будинку з'явилися надбудови — башти і люкарни, таким чином будівля набула риси французького неоренесансу. Спочатку фасади були двобарвними: рожевий фон з білими деталями. Прямокутний у плані, витягнутий в меридіональному напрямку, будинок мав дивно цікаву і красиву архітектуру, багате зовнішнє обрамлення: фігурна цегляна кладка, з боку саду — шестиколонний портик з витонченими колонами. Характерною особливістю є великі прорізи вікон з вишуканим обрамленням ліпниною. Колись у Лебединському повіті було добре розвинене скляне виробництво, тому у вікнах було скло, а не слюда, щоб повніше використовувати природне світло і тепло.
Через кілька років після реконструкції будинку, в 1893 році, у північно-західному куті парадного двору, на краю пагорба, був побудований цегляний винний склад, який завдяки баштам на даху схожий на міні- замок.
Після жовтневого перевороту 1917 року садиба Хрущова була націоналізована і в 1927 році тут створена одна з перших на Сумщині комун — «Новий Світ». Можливо, саме завдяки цьому колишній поміщицький комплекс не був зруйнований, як сотні інших. Не останню роль у збереженні садиби зіграв і той факт, що тут влітку 1859 році гостював Т. Г. Шевченко.
Село постраждало внаслідок геноциду українського народу, проведеного урядом СССР в 1932—1933 роках.
12 червня 2020 року, відповідно до Розпорядження Кабінету Міністрів України № 723-р «Про визначення адміністративних центрів та затвердження територій територіальних громад Сумської області», увійшло до складу Лебединської міської територіальної громади.
19 липня 2020 року, після ліквідації Лебединського району, село увійшло до Сумського району.

## Відомі люди
У 1859 році Тарас Григорович Шевченко провів чотири дні в садибі пана Хрущова в селі Лихвине. Ночуючи в хаті садівника він під впливом чарівності природної краси написав вірш «Ой на горі ромен цвіте» та зробив декілька замальовок олівцем, а в урочищі неподалік хутора Новий смакував знаменитий Лебединський куліш.
Як живий свідок перебування Т. Г. Шевченко в Лифине росте вікова сосна. У 1964 році в будинку, де колись кілька днів жив Великий Кобзар, була відкрита музейна кімната, а на фасаді встановлено меморіальну дошку. Лебединський краєзнавчий музей організовував у Лифине автобусні екскурсії. Тепер же від цього будинку залишилися одні стіни. Зруйновано і колишні конюшні. Що ж до інших споруд садиби, то двоповерхова будівля керуючого в роки радянської влади використовувалося під школу, в одному з флігелів був фельдшерський пункт. Тому вони і добре збереглися.

## Пам'ятки
Залишки садиби поміщика Хрущова. Палац володаря — в аварійному стані.

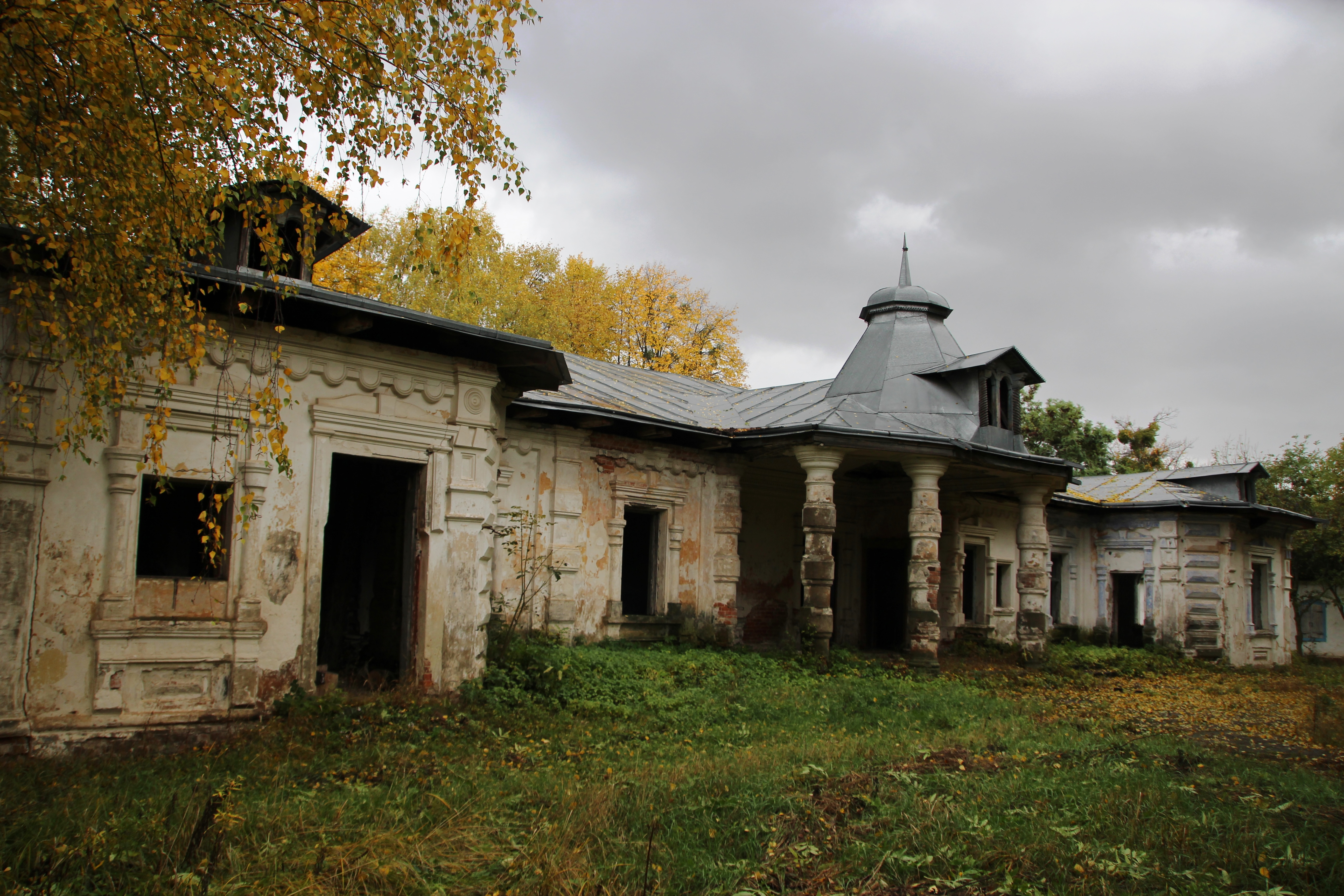
Садиба Хрущьових
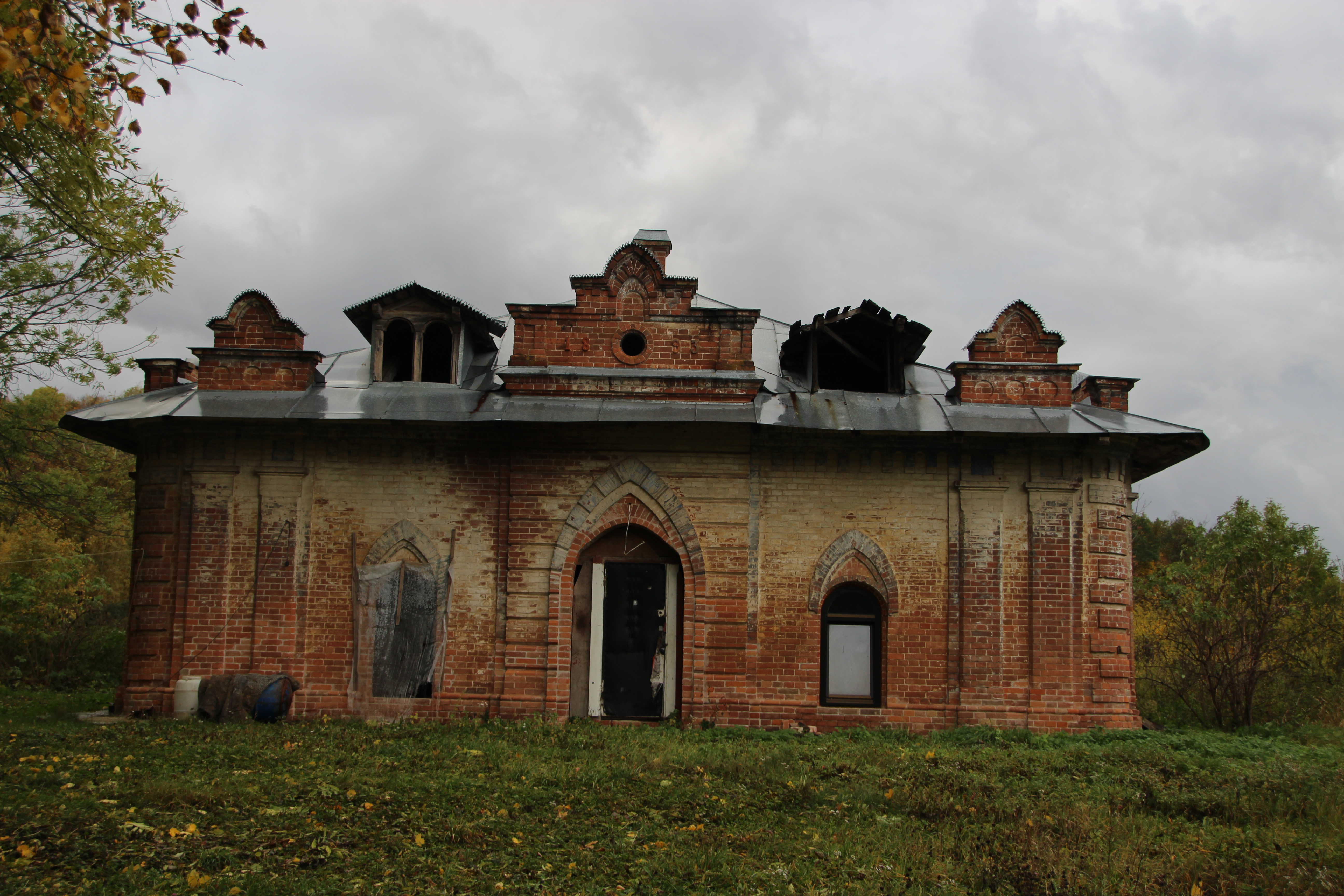
Садиба Хрущьових, винний склад
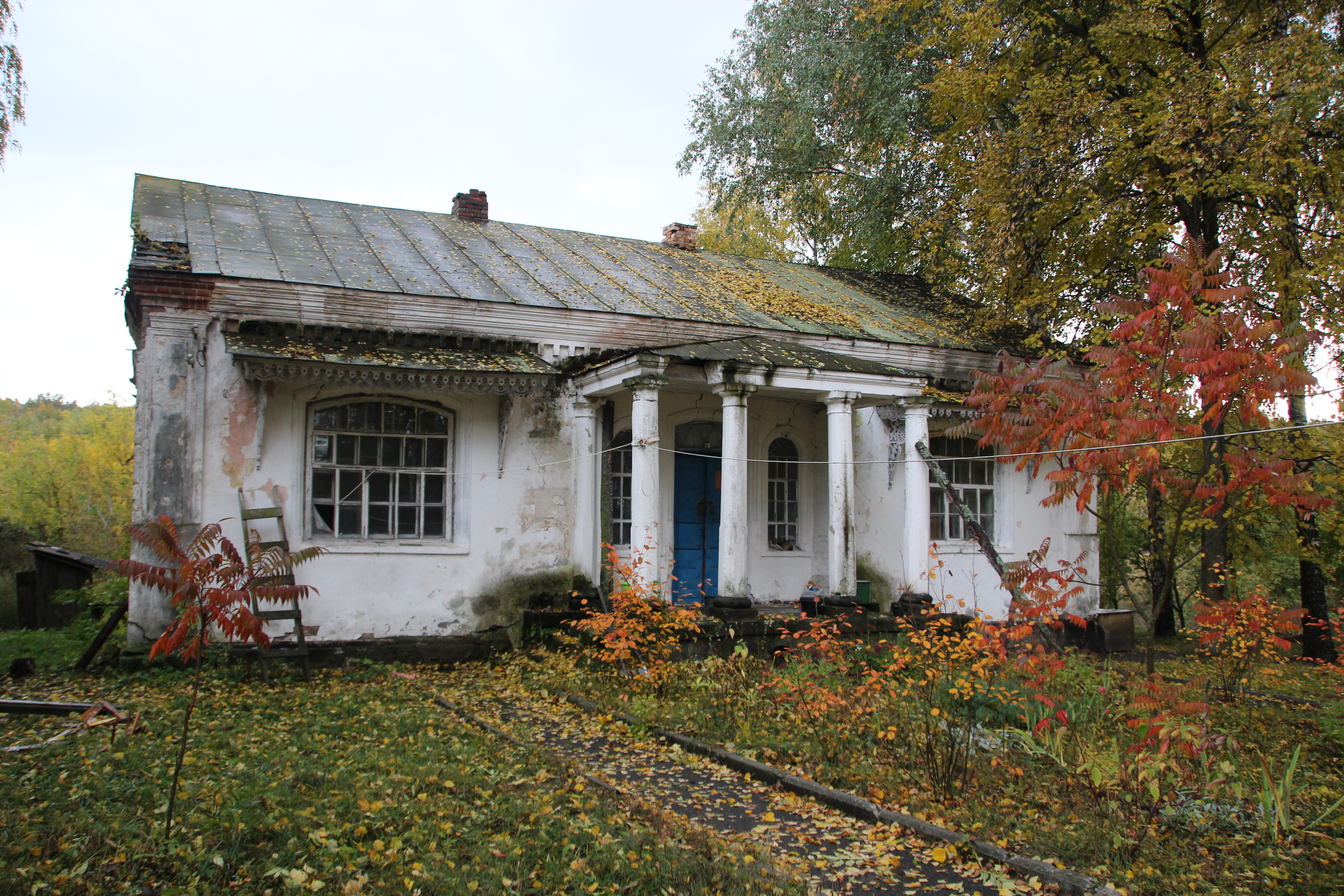
Садиба Хрущьових, флігель
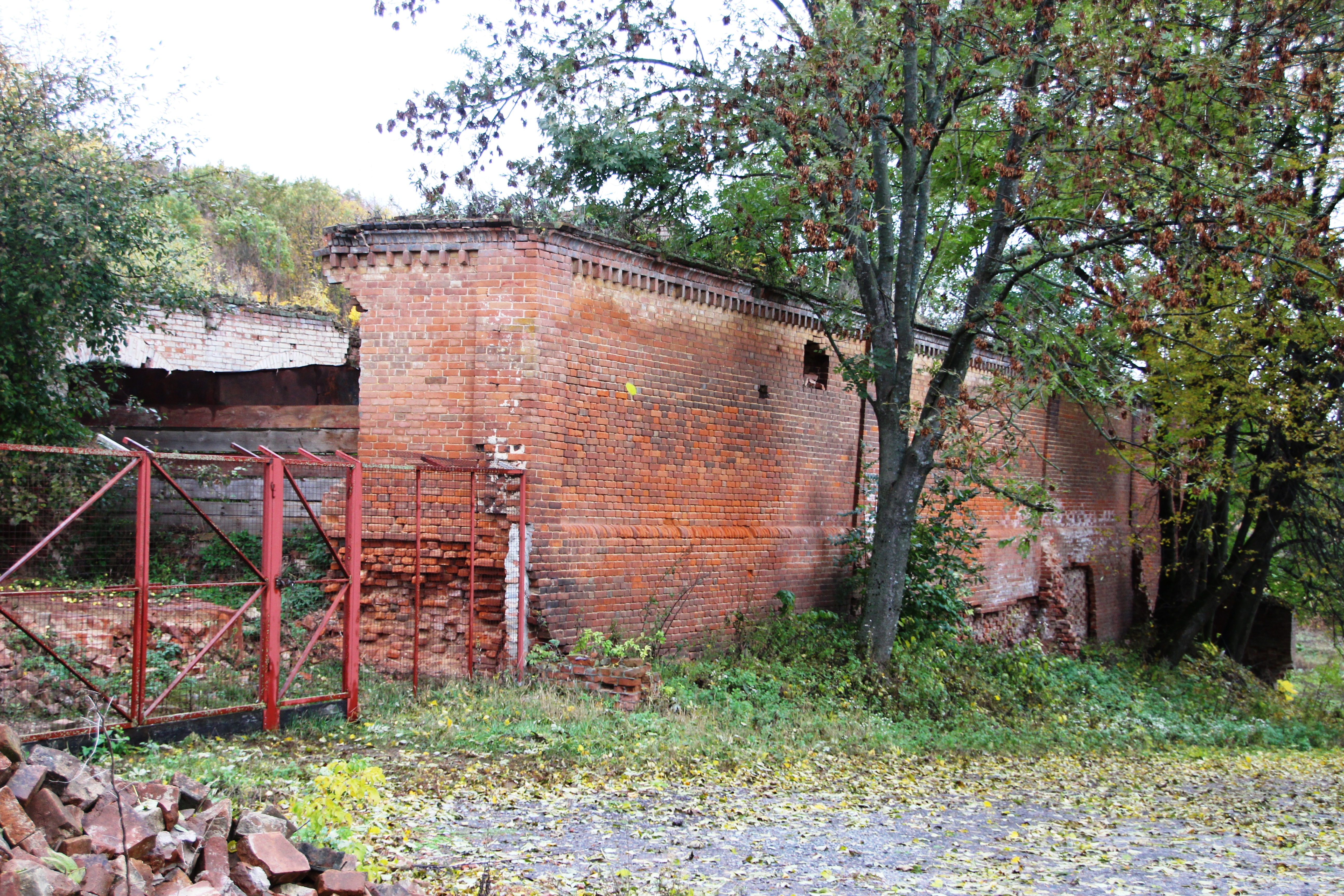
Садиба Хрущьових,стайня з контрфорсами
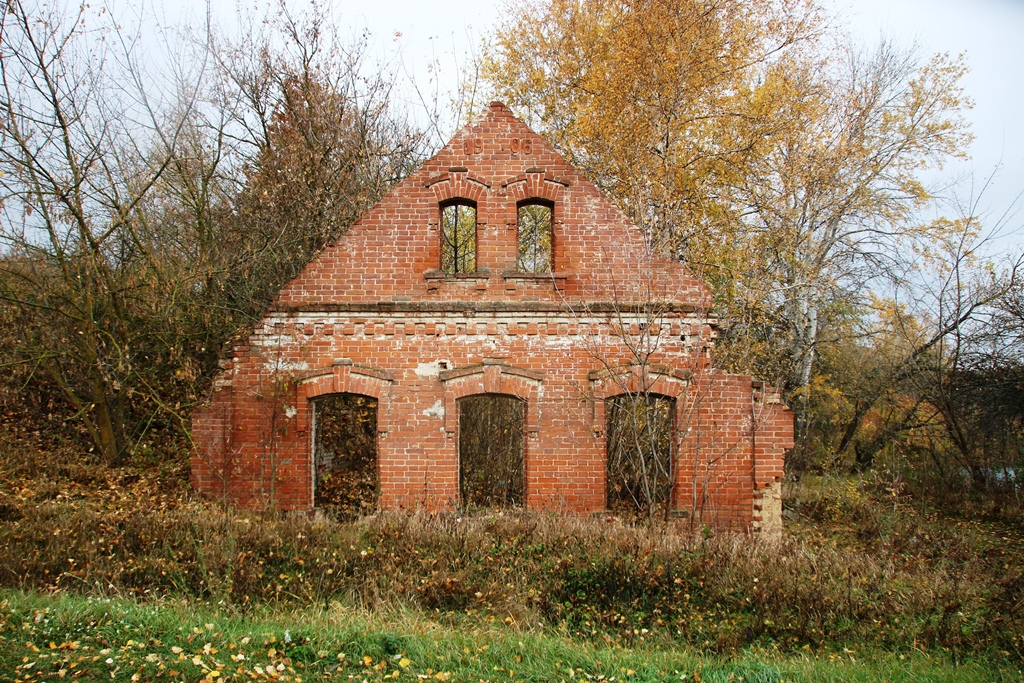
Садиба Хрущьових, руїни спиртзаводу
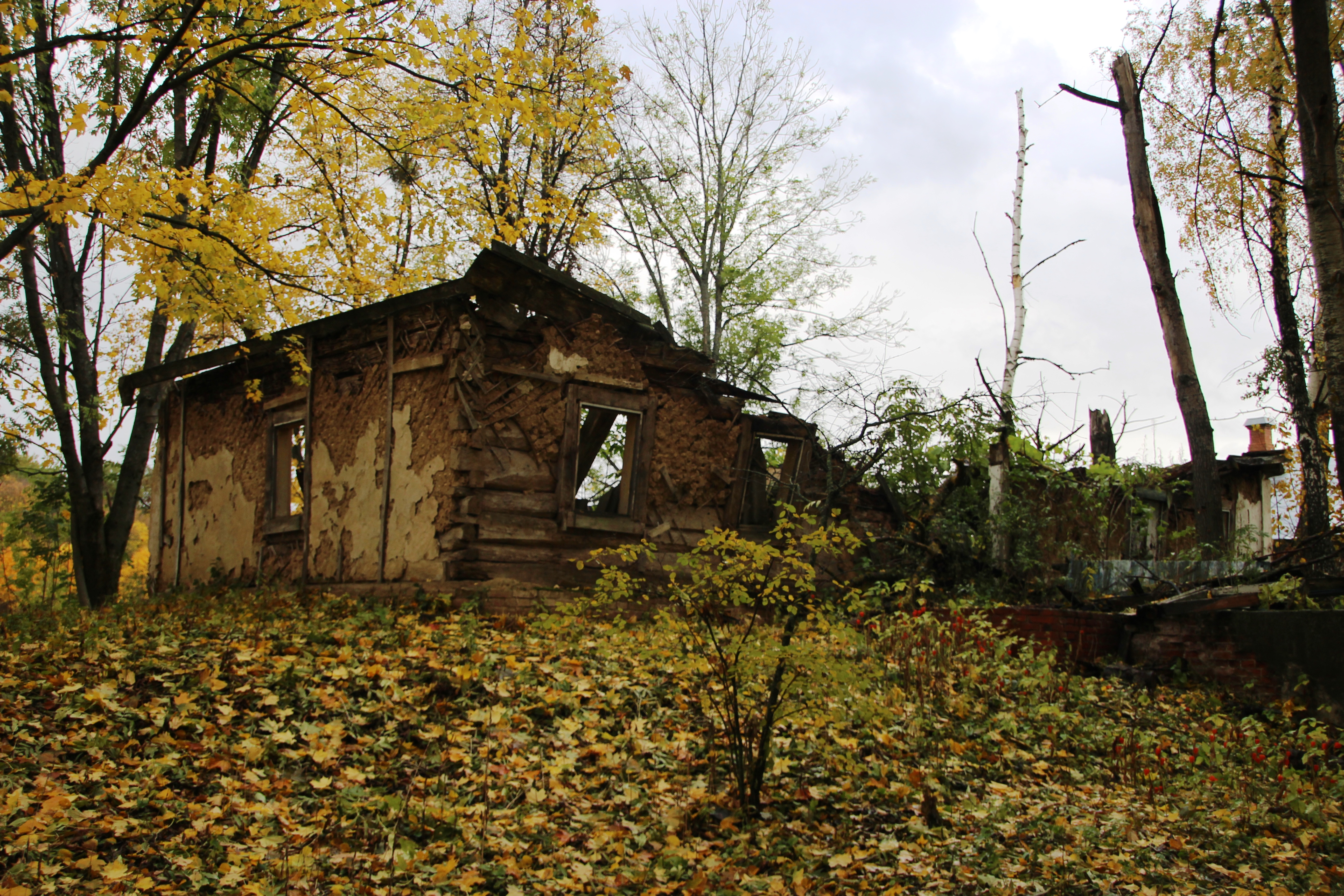
Садиба Хрущьових, будинок де зупинявся Т. Шевченко
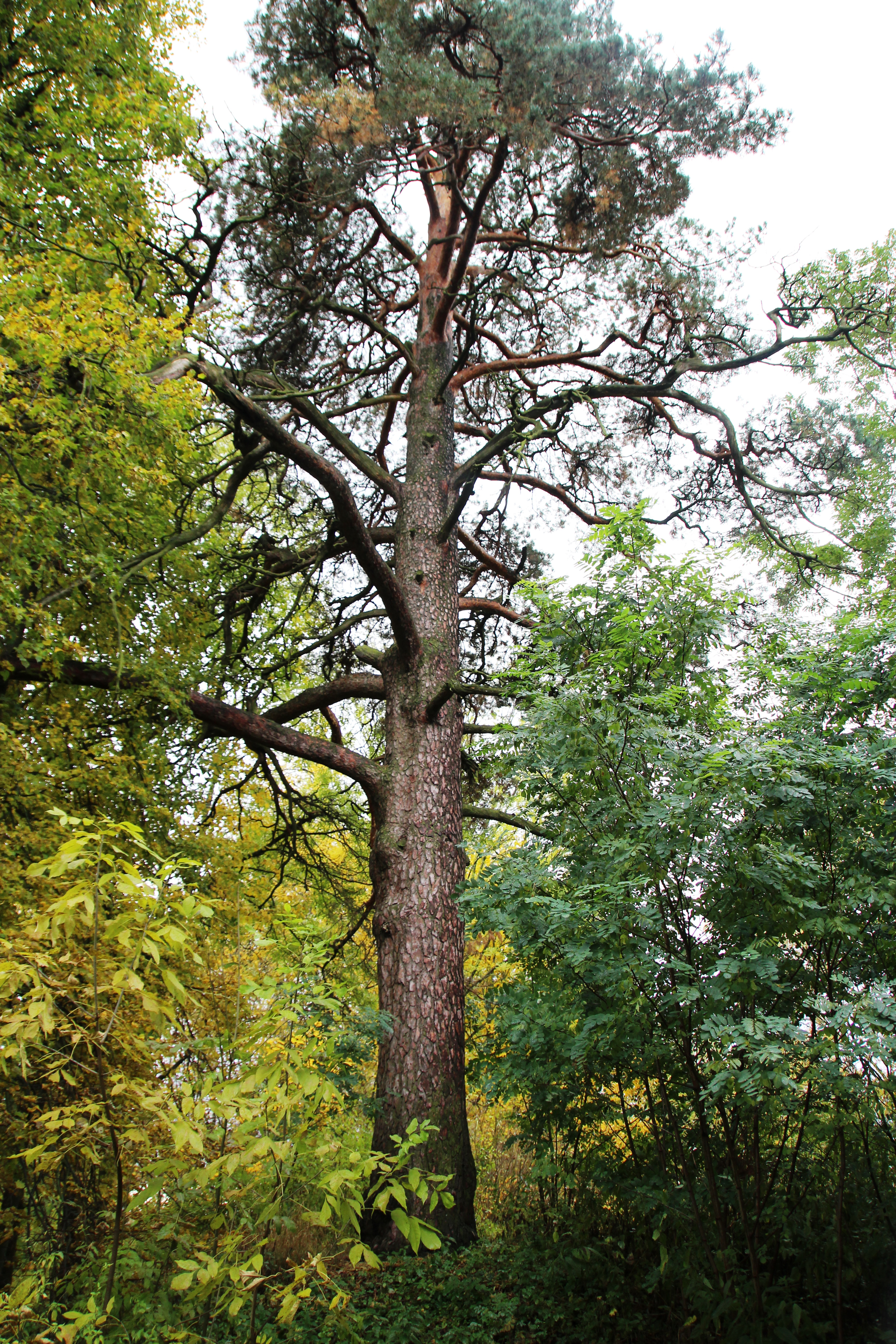
Садиба Хрущьових, старезна сосна